# Николай (Мацукевич)
Николай (в миру Михаил Кондратьевич Мацукевич; 21 мая 1917, хутор Суятин, Новоузенский уезд, Самарская губерния — 20 июня 2002, Торонто) — епископ и предстоятель неканонической Белорусской автокефальной православной церкви в Америке.

## Биография
Родился 21 мая 1917 года на хуторе Суятин Ершовской волости Самарской губернии. Родители Михаила — православные белорусы Кондрат Мацукевич и Домна Демкович во время Первой мировой войны переселились в Самарскую губернию из родной деревни Мотоль Кобринского уезда. Через шесть месяцев после его рождения умирает мать.
В 1921 году, после смерти матери и сестры, вместе с отцом и двумя братьями вернулся в Беларусь (тогда в составе Польши). В 1932 году окончил начальную школу, после чего учился в Торокановской сельскохозяйственной школе (ныне в м. Именин). Служил в Польской армии в Бресте, где застал начало Второй мировой войны. Был ранен.
В ноябре 1939 года вернулся с войны домой. Учился на учительских курсах в Бресте, позже переехал в Пинск.
В апреле 1944 года был арестован немецкими властями и вывезен в Германию. До февраля 1945 года находился на принудительных работах — копал окопы между городами Кобленц и Бонн. Был освобождён американскими войсками. Избежал репатриации в Советский Союз. С 17 марта 1945 года жил в Великобритании, работал на ферме под Глазго (Шотландия). В 1946 году навестил родственников в лагере Ватенштедт (Германия), познакомился с эсером Николаем Шило.
В 1947 году участвовал в Первом съезде Объединения белорусов Великобритании. С 1949 года жил в Лондоне, где на протяжении двух годов трудился администратором «Белорусского дома».
В августе 1951 года переехал в Канаду. Учился на богословском факультете Коллегии святого Андрея в Виннипеге, находившимся в ведении неканонической Украинской Греко-Православной Церкви Канады.
2 мая 1952 года главой данной юрисдикции митрополитом Иларионом (Огиенко) был рукоположен во сан диакона, а уже 6 мая — во священника.
С августа 1954 года жил в Торонто, где организовал белорусский приход святого Кирилла Туровского (первую литургию отслужил 4 октября 1954 года). Также служил и в других городах Канады — Оттаве, Монреале, Садбери и др. С середины 1960-х годов раз в месяц служил литургию в Детройте, где был одним из организаторов белорусского прихода Святого Духа. Зарабатывал на жизнь работой на предприятиях, поскольку не получал денег за службу как священник
В течение многих лет занимался переводом на белорусский язык Священного Писания и богослужебной литературы; таким образом БАПЦ вводила белорусский язык во всех своих немногочисленных приходах. Принимал участие в издании книги «Праваслаўны малітоўнік» (1966)
2 октября 1966 года в кафедральном соборе святого Кирилла Туровского в Нью-Йорке был пострижен в монашество с именем Николай. На следующий день архиепископом БАПЦ Сергием (Охотенко) был возведён в сан архимандрита.
10 марта 1968 года в городе Аделаида (Австралия) был рукоположен в сан епископа Турово-Пинского и Торонтского. Хиротонию совершили: Первоиерарх БАПЦ архиепископ Сергий (Охотенко), епископ Гродненско-Новогрудский и Кливлендский БАПЦ Андрей (Крит), епископ Мельбурнский Донат (Буртон) (Украинская православная церковь в диаспоре), епископ Австралийский и Новозеландский Димитрий (Балач) (Свободная Сербская Православная Церковь).
13 июля 1973 года на заседании Собора епископов БАПЦ было принято решение об образовании Европейско-Канадской епархии БАПЦ, во главе которой был поставлен «архиепископ» Николай (Мацукевич).
В 1980 году при его участии был издан «Службоўнік» (Служебник).
После смерти Первоиерарха БАПЦ митрополита Андрея (Крита) в мае 1983 года, в среде белорусской эмиграции резко обострились внутренние противоречия, связанные с борьбой за вакантное место Первоиерарха. На III Соборе БАПЦ в мае 1983 года, архиепископ Изяслав (Бруцкий) был избран митрополитом и Первоиерархом БАПЦ.
Архиепископ Николай (Мацукевич), вместе с группой своих единомышленников, объявил решения III Собора недействительными и на чрезвычайном Соборе БАПЦ в Кливленде был избран митрополитом и Первоиерархом БАПЦ. В итоге Николая (Мацукевича) предал анафеме Собор епископов БАПЦ (сторонников архиепископа Изяслава). Данные события привели к образованию двух юрисдикций Белорусской Автокефальной Православной Церкви.
В феврале-апреле 1992 года посетил Беларусь. Возглавлял Фонд помощи жертвам Чернобыльской катастрофы в Белоруссии.
Умер 20 июня 2002 года в Торонто от инфаркта, похоронен на белорусском кладбище в Ист-Брансвике.. Его отпевание и погребение возглавил архиепископ Уманский и Детроитский Александр (Быковец) в сослужении неканонического украинского и белорусского духовенства.
В 2003 году состоялось объединение расколотой БАПЦ под контролем архиепископа Изяслава (Бруцкого).